# Священные пещеры майя

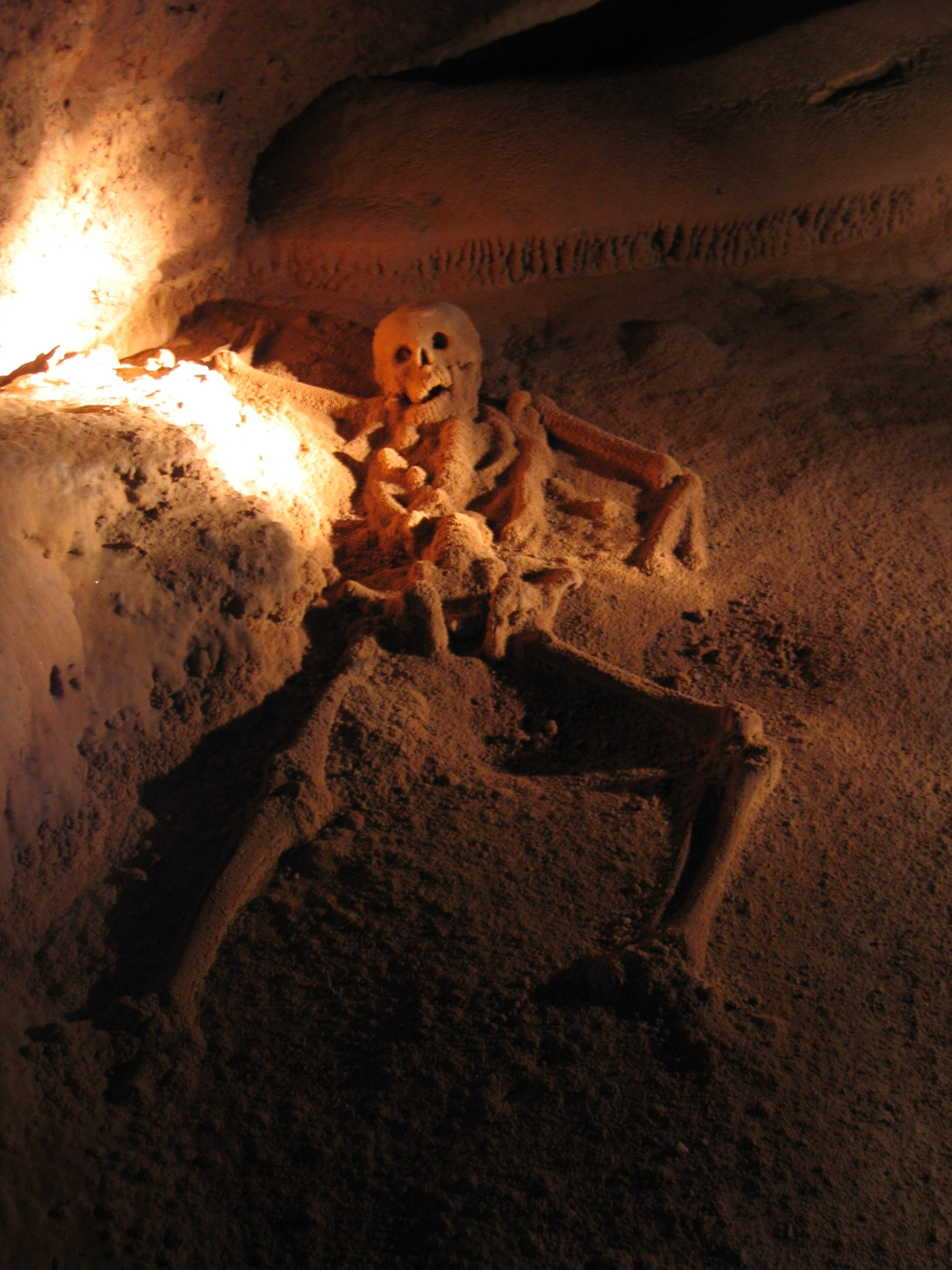
«Хрустальная девушка» в пещере Актун-Туничиль-Мукналь

Священные пещеры майя — пещеры, используемые цивилизацией индейцев майя в доколумбовой Мезоамерике преимущественно для проведения религиозных ритуалов. Иногда такие пещеры также называют подземным миром майя.
Первые упоминания о священных пещерах майя встречаются ещё в хрониках испанских колонистов XVI века. Научное исследование началось в начале XX века, особенно активно подземная археология майя развивается с 1960-х годов.
На текущий момент обнаружено около 2 тыс. священных пещер, на языке майя называвшихся актун.

## Предназначение пещер
Подземные карстовые пещеры использовались народами цивилизации майя с культовыми и бытовыми целями. Их статус был связан с мифологией и верованиями древних майя. Обнаруженные археологами в ряде пещер бытовые предметы (в частности, жернова, миски, блюда и другая керамическая посуда) характеризуют быт жителей этих пещер. В некоторых пещерах также были обнаружены фрески на стенах.
Священные пещеры использовались древними майя для четырёх основных целей:
1. Временные жилища. Для бытовых целей древние майя осваивали пещеры с естественным освещением — в частности, Эль-Рамональ (El Ramonal) в муниципалитете Текаш.
2. Совершение религиозных ритуалов. Такие пещеры имели право посещать только жрецы.
3. Хозяйственная деятельность. Помимо прочего, она включала добычу минералов и глины, использовавшихся для изготовления керамических изделий или для окончательной отделки зданий. К этому виду пещер принадлежит Актун Хоьон (Aktun Ho’on) в Текаши.
4. Помещения для хранения. Согласно верованиям древних майя, отслужившие определённый срок хозяйственные инструменты разбивались, а их осколки помещались в пещеры.

Пещеру Актун-Усиль (Aktún Usil) использовали также в астрономических целях. По мнению учёных, там создавался календарь для сельского хозяйства и общества в целом. В Актун-Усиль были найдены красные рисунки, наброски сторон света и чисел.
В космологии древних майя пещеры представляли одну из трёх частей мироздания — подземный мир. По мнению археолога Джеймса Брэди (англ. James E. Brady), майя почитали пещеры как вход в подземный загробный мир Шибальбу и воспринимали дуалистично: как место смерти и как место рождения. Пещеры почитались как место пребывания предков (архетип «пещеры предков»), в этом значении пещеры были связаны с жизнью, полом и плодородием, а после смерти нередко использовались в качестве места захоронения людей как знак принадлежности к роду. Правители майя использовали пещеры для сакрализации своей власти через отождествление с природными силами, воспринимаемыми как действия богов, и для подтверждения социального статуса и преображения человека. В итоге воспринимаемые как источники божественной власти царя пещеры становились объектом нападения вражеских государств; чтобы обезопасить священные пещеры, их запечатывали. Запечатывание также имело другой смысл в виде ритуала завершения.

## История исследования
Место обитания древних майя — полуостров Юкатан, сложен из толстого слоя известняка, что привело к активному развитию на нём карстовых форм, включая природные пещеры. Под всем полуостровом проходит система карстовых пещер, начинающихся на поверхности суши и выходящих в море через многочисленные выходы.
Спелеолог Виктор Дублянский считает, что древние майя в эпоху расцвета своей цивилизации первыми на территории современной Мексики открыли и изучили природные пещеры (больше с религиозными, чем научными целями).
В испанских хрониках 1562 года, составленных в рамках борьбы с идолопоклонством, упоминается 17 священных пещер и сенотов майя. Из них в настоящее время найдено 9, в 7 обнаружены человеческие скелеты. Не упомянутых, но найденных священных пещер намного больше.
В «Сообщении о делах на Юкатане» автор Диего де Ланда описывает находящийся в городе Чичен-Ица «Колодец жертв» — Священный сенот, в который индейцы майя сбрасывали людей и драгоценности для жертвы богам. Изучение сенота Эдвардом Томпсоном в конце XIX века стало первым в истории мировой спелеологии погружением в затопленные пещеры (осуществлялось в соединённых с поверхностью воздушными шлангами водолазных костюмах). Погружение выявило, что глубина Священного сенота составляет 15-20 метров, однако илистое дно затрудняло раскопки. Тем не менее, в результате ручного просеивания ила были найдены фигурки из нефрита, золота и меди, кусочки душистой смолы, метательные копья с наконечниками из кремня, кальцита, обсидиана, остатки тканей и тысячи костей.
Первые научные экспедиции в священные пещеры майя датируются 1930-ми годами, а их систематическое исследование началось после 1960-х годов.
Баланканче (исп. Grutas de Balankanché) является первой открытой учёными ритуальной пещерой майя, она расположена неподалёку от Чичен-Ица. Исследования пещеры начались в 1939 году, когда был найден вход в неё. В дальнейшем удалось установить примерное время сооружения пещеры — 842 год н. э. В 1954 году Хосе Умберто Гомес обнаружил замурованный проход в одном из ответвлений пещеры. За ним находилось святилище майя, состоящее из «Алтаря ягуара» и «Алтаря девственных вод». Святилище было исследовано и описано Рамоном Павоном Абреу. Выяснилось, что святилище построено в честь божества Тлалока, а замуровано примерно в 842 году при первом упадке майя. В настоящее время пещера из ритуального центра превратилась в туристический объект.
Открытая в 1966 году сеть пещер «Балмаку» («Бог Ягуар») оказалась замурована, поэтому её изучение началось только в 2019 году.
Подземная археология майя начала активно развиваться в период 1980-х и1990-х годов. Американский археолог Джеймс Брэди привлёк особое внимание к роли пещер в религиозных церемониях древних майя.
В 1997 году Национальным институтом антропологии и истории Мексики был основан проект «Пещеры: описание доиспанских культурных свидетельств в области Пуук» для сохранения археологического наследия майя, определения мест нахождения, размеров и топографических особенностей пещер с помощью спутника. В рамках проекта исследуется область Пуук, охватывающая юг и юго-восток штата Юкатан и включающая в себя археологические зоны Ушмаль, Чакмультун и Ошкинток. Национальный музей антропологии Мексики также ведёт 2 крупных проекта по изучению пещер майя: «Пещеры: реестр индейских культурных памятников в области Пуук» (с 1997 года) и «Культ сенотов в центральной части Юкатана». По различным оценкам, общее число пещер в регионе Пуук на Юкатане насчитывает более 2 тыс. шт., но большая их часть ещё не описана — самая подробная опись насчитывает больше 300 пещер майя). Национальный музей антропологии Мексики продолжает вести опись пещер майя.
В 2008 году на полуострове Юкатан был найден целый подземный комплекс майя, состоящий из одиннадцати храмов, 100-метровой каменной дороги Сакбе и лабиринта затопленных пещер. Полученная в этих пещерах информация подтверждает некоторые традиции и обычаи майя, описанных в исторических источниках. Внутри пещер были обнаружены следы ритуальной и хозяйственной деятельности, имеющие ценность с точки зрения археологии.

## Связи с письмом

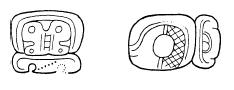
«Знаковый вход» или «столкнувшийся элемент кости» (ранняя и поздняя версии майя классического периода)

В настоящее время точно не известно, какой знак представляет собой слово «пещера» в письменности майя. Согласно гипотезе археолога Джеймса Брэди, пещеру обозначает популярный в текстах майя «знаковый вход» или «столкнувшийся элемент кости» (см. на рисунке). Брэди предлагает читать этот знак как CH’EN или CH’EEN. В качестве доказательства своей гипотезы он приводит три аргумента:
1. использование знака в предложении указывает на определённое место, в которое вы можете войти, сесть или совершить погребение;
2. визуальный знак имеет общие черты с символами смерти, преисподней и летучих мышей;
3. фонетически знак оканчивается согласной «N».

В письме майя этот знак является частью глагола OCH-WITZ («иди в гору»).

## Священный ландшафт и священное пространство

### Связь с поселениями
Горы и пещеры были важными элементами мезоамериканских мифов о сотворении мира. Мезоамериканские системы верований сравнивают воду с плодородием и считают, что через пещеры горы дают людям дожди и воду. Соответственно, эти природные полости считались священными, их искали мигранты из Мезоамерики, чтобы использовать в качестве нового жилища.
Пещера даже может считаться осью мира, если она отмечена в центре деревни. Так, поздний постклассический город Майяпан включил несколько сенотов в свои церемониальные группы, сенот Ch’en Mul лежит в основе города.
Поселения старались располагать рядом с природными пещерами или строили искусственные пещеры в виде тоннелей внутри пирамид. В Дос Пиласе платформы дома часто располагались перед входом в пещеру, а туннель проходил под платформой.
Пространственное расположение пещер относительно поселений подчинялось космологическим представлениям майя. Входы в пещеры часто сужали или полностью перекрывали для ассоциации с порталами в другой мир, а в самих пещерах археологи находили наскальные рисунки, ритуальные барабаны и многочисленные артефакты жертвоприношений (осколки глиняной посуды, украшения и человеческие останки).
Многочисленные пещеры встречаются во всем регионе проживания майя, иногда образуют целую сеть пещер в виде подземного города.

### Архитектурные пейзажи и сюжеты
По мнению археолога Джеймса Брэди, пирамиды и помещения внутри них являлись прямыми религиозными аналогами священных гор и пещер майя. Искусственные пейзажи часто имитируют священные пейзажи. Дверные проёмы храмов рассматривались как входы в пещеры, то есть в горы. Иногда эти дверные проёмы считались «ртами чудовищ». Аналогично действовали ацтеки, которые создали в Utatlán искусственную пещеру, заканчивающуюся под центральной площадью и спроектированную в соответствии с мифической семикамерной пещерой возникновения Чикомосток (это также можно увидеть в Теотиуакане, хотя и несколько иначе). В Muklebal Tzul создаётся впечатление, что искусственный колодец под массивной платформой выглядит как водоносная пещера.
На Юкатане многие поздние постклассические храмы имеют испанские церкви, построенные на их вершине после завоевания, поэтому пещеры и сеноты все ещё можно найти рядом с этими местами и сегодня. Некоторые пещеры напрямую связаны с сенотами.

### Внутреннее пространство
О проведённых в пещерах ритуальных церемониях свидетельствуют найденные петроглифы и синие (цвет, имеющий отношение к священному) рисунки рук, оленей и образов Чака (бога дождя).
В некоторых пещерах обнаружены ручные глиняные барабаны позднего классического периода VII—X века. Некоторые эксперты полагают, что в пещерах использовались не дошедшие до наших дней в виде археологических артефактов гудящие песнопения жрецов, музыка флейт, свистков и барабанов.

### Виды пещер
Самыми известными священными пещерами майя являются: Баланканче, Лольтун, Актун-Туничиль-Мукналь, Джолха и Нах-Тунич. Также известна пещера Кальцеток.
В городе Митла в эпоху майя существовала предназначенная для человеческих жертвоприношений Пещера смерти, вход в которую впоследствии замуровали испанские священники.
Помимо святилищ в естественных карстовых пещерах, майя создавали искусственные подземелья. Например, пещеру Эль-Дуэнде в Дос-Пиласе или предназначенный для получения сакральной силы предков вождями майя полуподземный лабиринт Сатунсат в Ошкинтоке.
В Эль-Мирадоре внутри пирамид есть тоннели. В Паленке найдены искусственные подземелья для ритуалов. Также широко известна гробница Пакаля в Паленке над подземным водопроводом, символизировавшим, по мнению учёных, путь души Пакаля по подземным водам в загробный мир). В Калакмуле также есть подземные тоннели и гробницы.
Майя в случае необходимости превращали систему пещер в подземные города, на полуострове Юкатан существовал целый подземный священный город с 11 храмами и 100-метровой дорогой.

## Реконструкция космологии и ритуалов

### Связь с родом

#### Связь с жизнью и предками
Для мезоамериканских групп, включая майя, жизнь и смерть происходили в лиминальных зонах между реальным и потусторонним миром. К таким зонам могут быть отнесены пещеры: когда что-то или кто-то выходит из подземного мира, оно живёт, а когда спускается в подземный мир, оно умирает. Пещеры также считаются местом появления людей, где они и их групповые предки рождаются и живут. Майя Юкатана даже считали, что солнце и луна родились в подземном мире.
По мнению Джеймса Брэди, пещеры почитались майя в качестве места обитания духов предков, поэтому в них делались захоронения.
По некоторым данным, место обитания предков майя называлось «Семь пещер». По мнению историка Юрия Кнорозова, местоположение «Семи пещер» совпадает с национальным парком Меса-Верде. Культ пещеры-прародины под названием «Семь покинутых домов» у майя является одним из вариантов общей для Мезоамерики концепции «Пещеры предков» (тольтеков, ольмеков, народов Теотиуакана и др.). Это отразилось в их верованиях и мифах о Шибальбе, месте подземного мира, одном из видов преисподней. По иной версии, древние майя могли заимствовать культ пещер у других народов (тольтеков или теотиуаканцев).

#### Связь с полом и плодородием
Некоторые эксперты считают, что существует связь между пещерами и темаскалями, традиционными паровыми ваннами мексиканских индейцев. Как и пещеры, паровые ванны ассоциируются с плодородием человека, поэтому и те, и другие имеют сильный сексуальный подтекст. Также пещеры часто связывают с женщинами и сравнивают с их половыми органами, поэтому пещеры тоже считаются символом плодородия. Примеры этих сексуальных коннотаций включают изображение пары, занимающейся половым актом в пещере Нах-Тунич, современное поверье Цоциль Майя, что гиперсексуальное существо живёт в пещере, и тот факт, что паровые ванны были местом незаконного секса среди многих групп майя.

#### Захоронения
Некоторые эксперты считают, что захоронения в элитных пещерах майя были редкостью, но простые люди могли использовать обычные пещеры для захоронения своих умерших (например, пещера Branch Rock Shelter в Белизе).
Тем не менее, в пещерах майя были обнаружены две гробницы: одна — на месте Нах-Тунич, другая — в Quen Santo, обе расположены в Гватемале.
Основатели родов также хоронились в пещерах. Элиты могли построить свои собственные тщательно продуманные погребальные «пещеры» и тем самым укрепить свою власть и статус. Иногда элиты пытались сделать свои гробницы похожими на естественные пещеры. Сталактиты, найденные в Могиле 2 Ним-Ли-Пунит, являются примером этого.

### Сакрализация власти

#### Ассоциация с природными силами
Пещеры связаны с ветром, дождём и облаками. Зинакантекос высокогорья Чьяпаса даже верят, что молния исходит из пещер. Юкатек и Лакандон верят, что в пещерах и сенотах обитают божества дождя, а юкатеки XVI века приносили в жертву людей, чтобы умилостивить эти божества. В древности известен бог-улитка подземного мира, которого связывают с дождём.
В городе Дос-Пилас пещера Cueva de Murciélagos находится под платформой королевского дворца. После сильного дождя из пещеры вырывается сильная вода, означающая начало сезона дождей и продвижение цикла урожая. Этот искусственный ландшафт показывал, что король имел контроль над водой, дождём и плодородием, тем самым узаконив свою власть.

#### Подношения и жертвоприношения
В пещерах нередко выращивались сельскохозяйственные продукты. Современные майя верят, что кукуруза зародилась под землёй. Это поверье может быть выражено в классических изображениях бога кукурузы, появляющегося из подземного мира. В книге «Пополь-Вух» сказано, что люди были сделаны из кукурузного теста. Домашние растения, найденные в низинных пещерах могли использоваться в ритуалах, проводимых для божеств, связанных с плодородием. Сельскохозяйственные продукты используются в ритуалах и у современных майя.
Нефрит — частое «подношение» пещер. Наибольшее количество нефрита в одном месте было найдено в Священном сеноте в Чичен-Ице. Металл был обычным подношением во время постклассического периода, большего всего его поступало из сенота жертвоприношений и пещер-колоколов в западном Гондурасе. Возможно, представление о Владыке Земли, имеющем много богатств в своей пещере, могло появиться из этой традиции.
Человеческие жертвоприношения богам, связанные с пещерами, были широко распространены. Жертвоприношение либо происходило в пещере, либо тело помещали туда позже. Детей обычно приносили в жертву на Юкатане; детские жертвоприношения были зарегистрированы также в Highland, Гватемала.

#### Ассоциации с социальной ролью
В искусстве пещеры также были частью узаконивания власти и повышения статуса. Например, люди в устье пещеры были наделены властью, которая часто имела связь с шаманизмом. Образцы писцов часто ассоциируются со скелетной челюстью (пасти часто сравнивают со входами в пещеры), что может указывать на зарождение их ремесла именно в пещерах. Возможно, эти образы «служили мистификацией и превозносили роль писца».

#### Ассоциации с преобразованием
Пещеры часто ассоциируются с преобразованием человека. Один из артефактов в сеноте — X-Coton — это человеческая каменная фигура, которая делает подношение и облачена в шкуру ягуара, изо рта которого появляется человеческое лицо. Таким образом, сенот, возможно, использовался для трансформации человека.

#### Запечатывание
Археологи находят различные пещеры, которые запечатаны (например, Куэва-де-Эль-Дуэнде). Не исключено, что подобное «осквернение» пещер могло быть использовано как символ завоевания и политической легитимности. Другое объяснение может относиться к ритуалам завершения, которые часто наблюдаются в архитектурном строительстве.
В ритуальных пещерах мая возводили стены из каменной кладки, в них также были перемычки и косяки, что свидетельствует об обустройстве для ритуальных церемоний.
Для ритуальных пещер майя характерны имеющие символическое значение порталы в виде стен из отёсанных камней: например, в одной из пещер Хомуна существует 3 такие стены, а в пещере Chanchen около Чикинцонота находится 9 стен. Также стены существуют в системе пещер Чикибул (исп. Sistema de Cuevas Chiquibul).
Замурованный проход был обнаружен в 1950 году в пещере «Каменная шея оленя». Известны и другие случаи, когда майя перекрывали проходы в пещерах.
В Баланканче портал представляет собой глухую стену, а в открытых в 2008 году пещерах стены имели небольшой проход высотой в 1 метр. Остатки своеобразного портала из полуразрушенных платформ обнаружены перед входом в пещеру Нах-Тунич. Также древние майя сужали проходы в некоторых других пещерах, например, проход к гробнице так называемой «Красной королевы».
В целях защиты от разграбления вход в священную пещеру закрывался каменными блоками (пример — Эль-Дуэнде в Дос-Пиласе, где внутренняя часть пещеры отделена от внешнего мира завалом из камней). Священные пещеры майя представляли большой интерес для грабителей и захватчиков во время древних и современных войн, поэтому входы в некоторые из них были замурованы (Джеймс Брейди в качестве примеров приводит замурованные пещеры Дос Пиласа и Нах-Тунич).
Под Копаном обнаружены многокилометровые туннели, входы в которые закрыты для сохранения археологических находок от атмосферного влияния. В целях сохранения археологических памятников был закрыт также вход в пещеру Нах-Тунич.
В окрестностях Майяпана существует несколько пещер, замурованных для предотвращения проваливания домашнего скота под землю или перекрывания грызунам-вредителям прохода из нор на поверхность.

### Другое
На месте паровой ванны на периферии Пьедрас-Неграс были найдены круглое зеркало и пять морских раковин — артефакты, связанные с водным подземным миром. Одни из последних таких артефактов были найдены в искусственных пещерах под пирамидой Солнца в Теотиуакане.
Натёчные образования в пещерах также считались священными и играли роль в религии майя. Пещеры воспринимались как «живые существа с личностью и душой». По словам эксперта Кекчи Майя, пещерные образования «тоже живые, они растут и потеют водой; они сами являются водой».
Люди также брали камни из пещер и использовали их на своих алтарях.
Сибун-майя использовали натёчные образования при строительстве места для игры в мяч в Hershey.
Кроме этого, пещеры почитались как источник живительной воды. Здесь существовали священные во́ды (сухую-ха), к которым никогда не прикасались человеческие руки. Они собирались со сталактитов в специально выгравированные для этих целей жернова. Современные майя до сих пор собирают ритуальную жидкость, которую применяют в церемониях в пещерах подобных Актун-Усиль в муниципалитете Машкану и Актун-Сабаха в Текаш.

## Священные пещеры майя в массовой культуре
Подземный мир майя является одной из распространённых тем научно-популярных фильмов.
О подземном мире майя, иногда образно называемым водным подземным миром, рассказывается в нескольких фильмах, среди них:
- 1. E.G. Marshall. «Riddle of the Mayan Cave» (1969);
- 2. «Мир природы: Секреты подземелий майя» от ВВС (2005);
- 3. «Города подземелья[англ.]». «Подземное царство Майя» от History Channel (2008);
- 4. «Подземный мир майя: настоящий конец света» от National Geographic (2012);
- 5. «Скрытые миры: Пещеры мертвых 3D» (2013);
- 6. «Экспедиция X[англ.]». «Спуск в подземный мир майя» от Discovery Channel (2025).

## Галерея

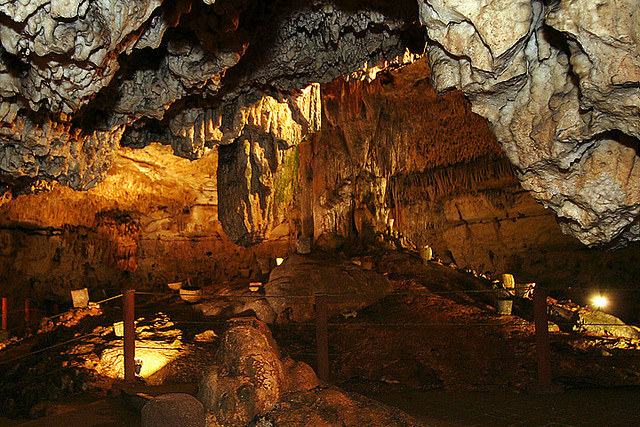
Сталактиты в пещере Баланканче
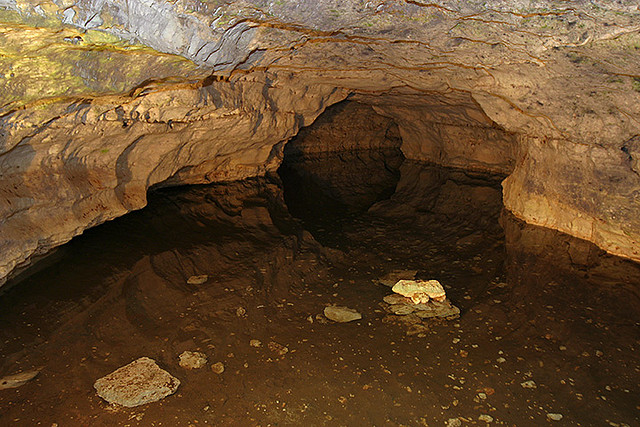
Озеро в пещере Баланканче
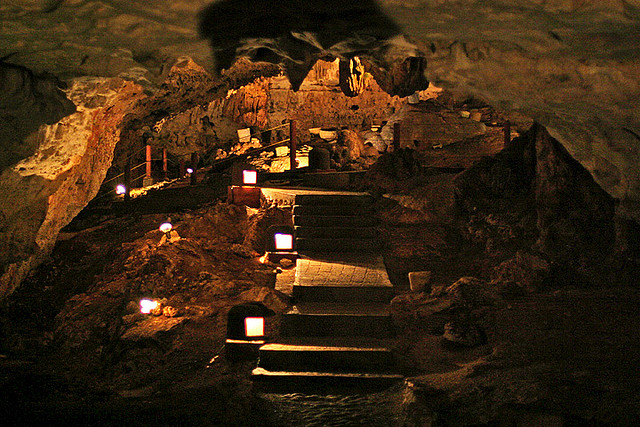
Туристическая тропа в пещере Баланканче
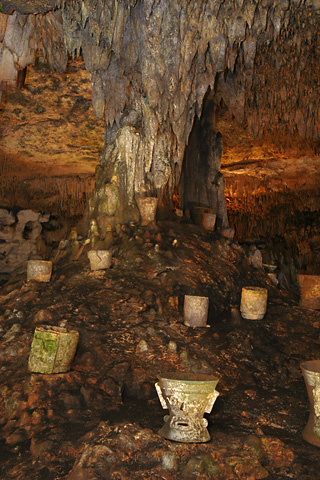
Святилище в пещере Баланканче
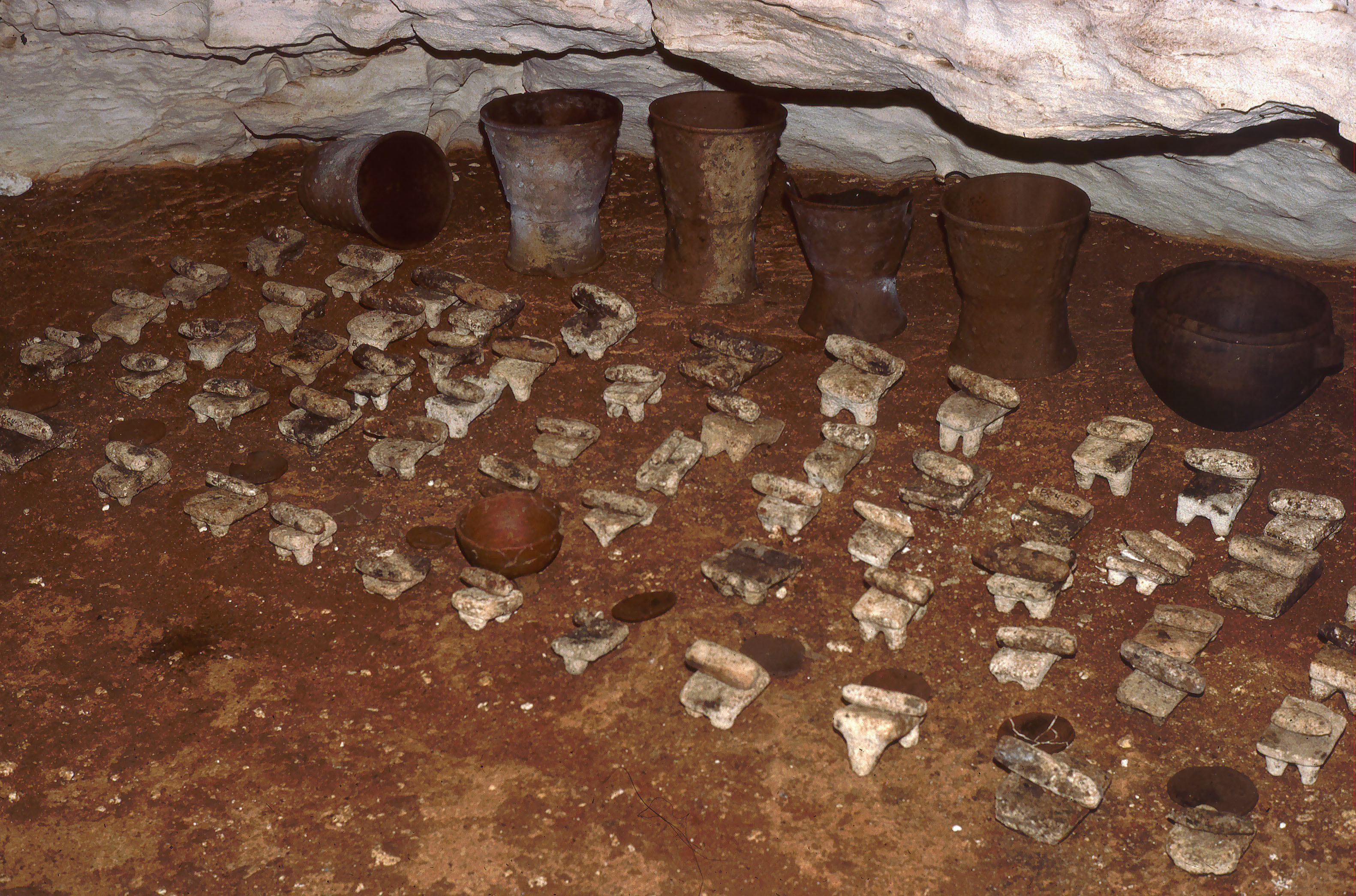
Ритуальные горшки в пещере Баланканче
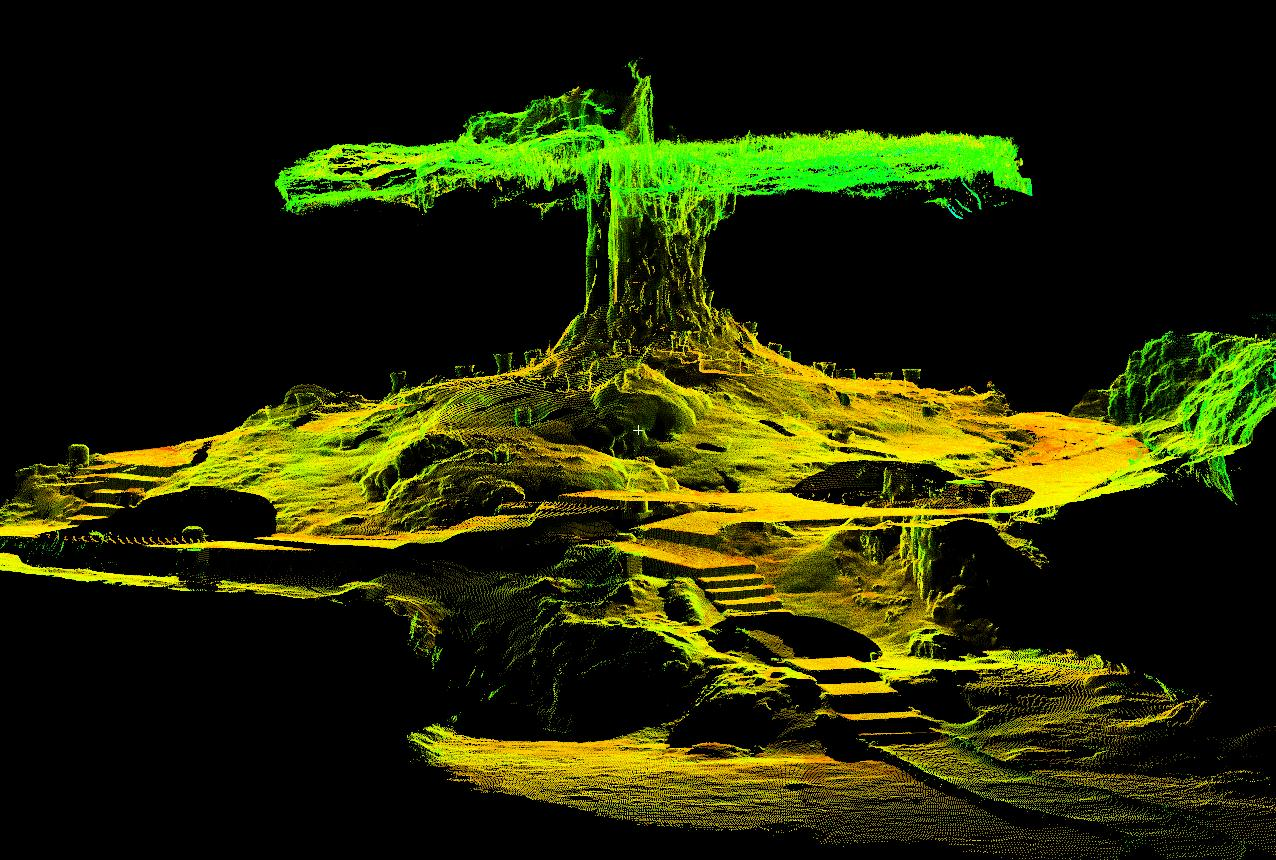
Трёхмерная модель комнаты Мирового древа